# Apogon striatodes
 Apogon striatodes és una espècie de peix de la família dels apogònids i de l'ordre dels cipriniformes que es troba a Tailàndia, Hong Kong i les Filipines.